# Pfaffenreuth (Guttenberg)
Pfaffenreuth ist ein Gemeindeteil der Gemeinde Guttenberg im Landkreis Kulmbach (Oberfranken, Bayern). Pfaffenreuth liegt in der Gemarkung Guttenberg.

## Geografie
Der Weiler liegt am Fuße des Eichbergs (529 m ü. NHN, 0,4 km südwestlich), einer Erhebung am Südrand des Frankenwaldes. Im Süden fällt das Gelände in das tief eingeschnittene Tal des Liesbachs ab, der ein linker Zufluss der Unteren Steinach ist. Ein Anliegerweg führt 0,4 km nordöstlich zu einer Gemeindeverbindungsstraße bei Guttenberg.

## Geschichte
Der Ort wurde 1408 als „Pfaffenreut“ erstmals urkundlich erwähnt.
Gegen Ende des 18. Jahrhunderts bestand Pfaffenreuth aus vier Anwesen. Das Hochgericht übte das Burggericht Guttenberg aus. Es hatte ggf. an das bambergische Centamt Marktschorgast auszuliefern. Die Dorf- und Gemeindeherrschaft hatte das Burggericht Guttenberg. Grundherren waren das Burggericht Guttenberg (1 Hof, 1 Haus) und das Seniorat der Freiherren von Redwitz (2 Güter).
Mit dem Gemeindeedikt wurde Pfaffenreuth dem 1812 gebildeten Steuerdistrikt Guttenberg und der im selben Jahr gebildeten Gemeinde Guttenberg zugewiesen. Bei Pfaffenreuth befand sich die Erhardszeche, in der Eisenerz abgebaut wurde.

### Einwohnerentwicklung
| Jahr      | 001818 | 001819 | 001861 | 001871 | 001885 | 001900 | 001925 | 001950 | 001961 | 001970 | 001987 |
| Einwohner |        | 30     | 29     | 30     | 22     | 28     | 21     | 23     | 15     | 12     | 11     |
| Häuser    | 2      |        |        |        | 3      | 4      | 3      | 3      | 3      |        | 4      |
| Quelle    | [ 7 ]  | [ 10 ] | [ 8 ]  | [ 11 ] | [ 12 ] | [ 13 ] | [ 14 ] | [ 15 ] | [ 16 ] | [ 17 ] | [ 1 ]  |

## Religion
Pfaffenreuth ist seit der Reformation gemischt konfessionell. Die Katholiken sind nach St. Jakobus der Jüngere (Guttenberg) gepfarrt, die Protestanten nach St. Georg (Guttenberg).